# Bobo (peuple)
Pour les articles homonymes, voir Bobo.
Les Bobo sont une population d'Afrique de l'Ouest vivant principalement au nord-ouest du Burkina Faso, également de l'autre côté de la frontière au Mali. Le nom de la ville de Bobo-Dioulasso – baptisée ainsi en 1904 –, signifie « la maison des Bobo-Dioula. Les Bwas, à la différence de la plupart des autres peuples du Burkina Faso et du Mali, n'ont pas d'autorité politique centralisée.

## Ethnonymie
Ils sont subdivisés en 3 sous-groupes: 
1) les Bobo-Dioula ou Dioula musulmans et commerçants malinké venus du Mali et qui ont fondé Bobo-Dioulasso. Ils habitent cette ville. Ils parlent le mandarè (je dis que…), mélange de bobo et de dioula(dérivé du bambara). Ce sont les plus nombreux parmi les Bobo. Et sont la 3e ou 4e ethnie majoritaire du Burkina Faso leur langue le Dioula ou Malinké parlée par environ quatre millions de personnes au Burkina Faso est unes des langues nationales du pays.
2) les Bobo-fing (les bobos noirs) qui habitent essentiellement le long de la rivière KOU, à l'ouest de Bobo-Dioulasso. Ils parlent le Ndeni (je dis que....), mélange de Bobo et de Mandarè. Ils sont animistes ou chrétiens.
3) les Bobos Woulé (bobos rouges car ils ont souvent le teint clair) ou Bwa (ou Bwabas). Ils habitent à l'est et dans le nord de Bobo-Dioulasso. Ils parlent le Bamou. Ils sont animistes ou chrétiens et constituent le sous groupe le plus important.
Vous l'aurez compris, le sous-groupe bobo-fing et bobo-dioula se détermine par sa façon de prononcer "je dis que....".

## Langue
Leur langue est le bobo (ou bomu), une langue gur dont le nombre total de locuteurs a été estimé à 158 000. 102 000 environ avaient été dénombrés au Mali lors du recensement de 1976 et 56 000 au Burkina Faso en 1991.

## Société
Les Bobo sont agriculteurs, ils cultivent le millet, le sorgho et le coton pour approvisionner les métiers à tisser des villes. Sans gouvernement  centralisé, ils sont organisés en lignages dont les membres les plus âgés forment le conseil des anciens chargé de prendre les décisions. La notion de chef leur est profondément étrangère et ils la jugent dangereuse.

## Culture
Les Bobo croient en un dieu Wuro, créateur de la terre et des animaux. Le premier homme créé fut un forgeron qui demanda un compagnon. C'est ainsi que fut conçu le Bobo ou cultivateur.
Les masques bobo sont réputés.

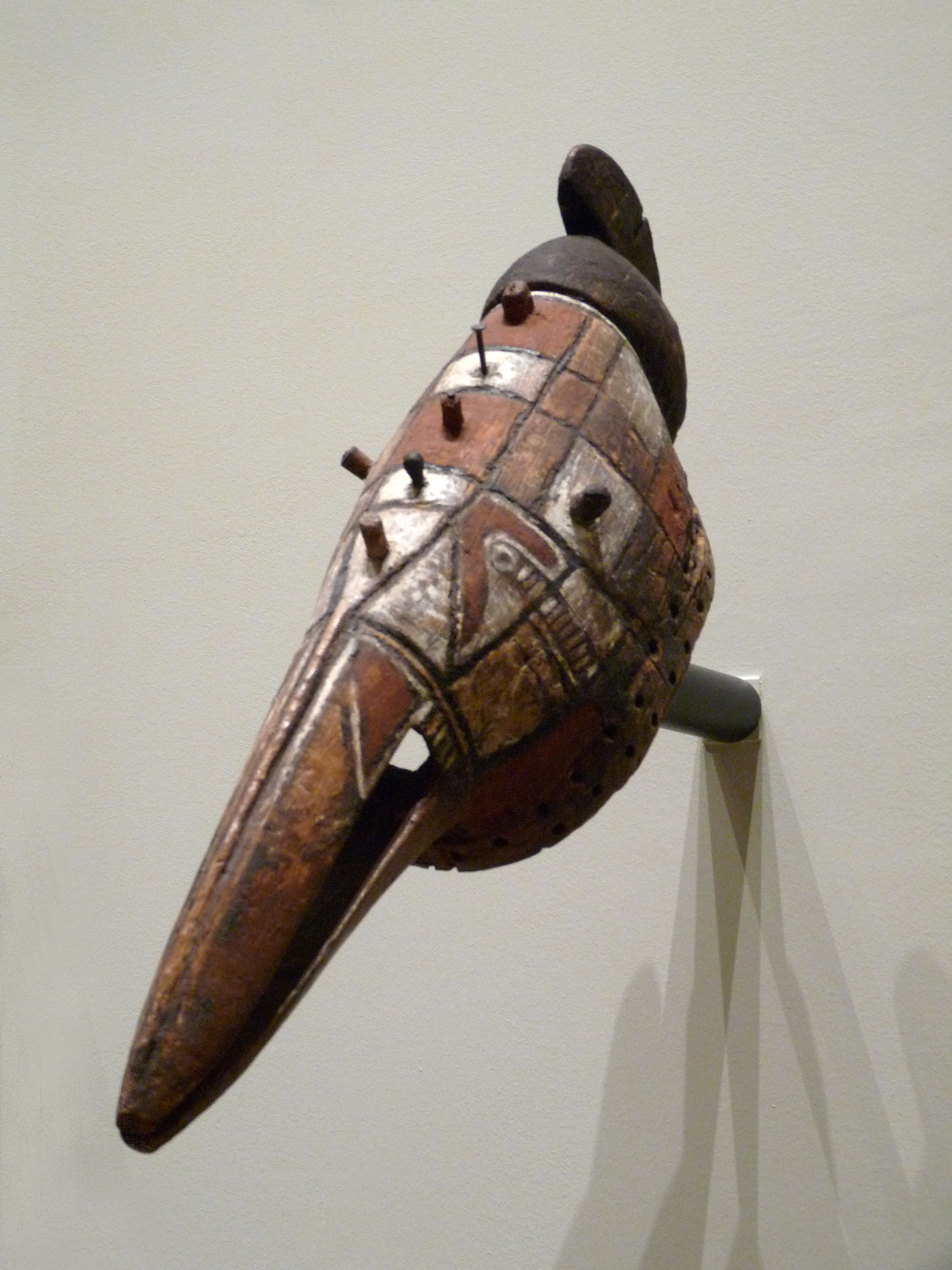
Masque zoomorphe (oiseau)
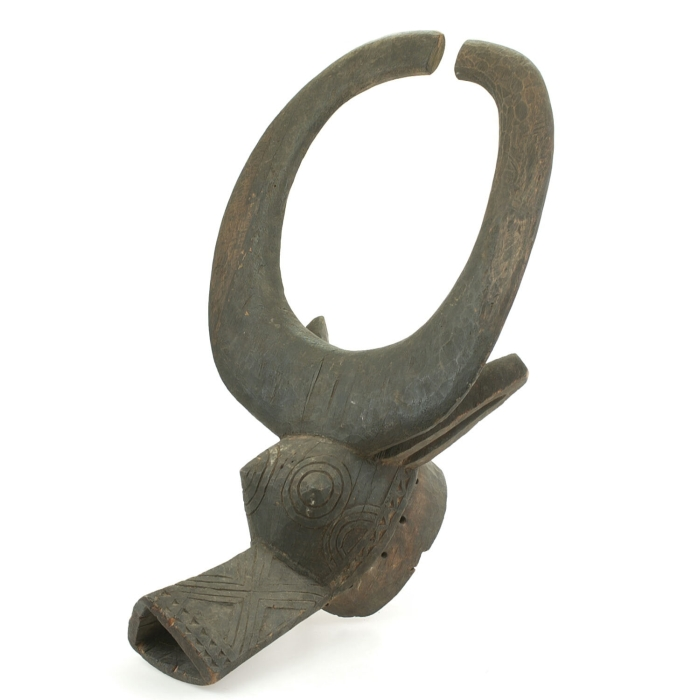
Masque zoomorphe (buffle)
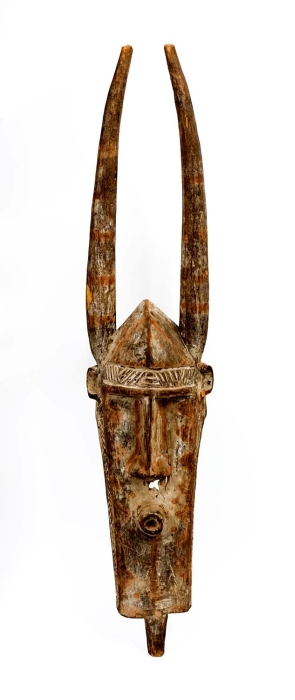
Masque anthropo-zoomorphe
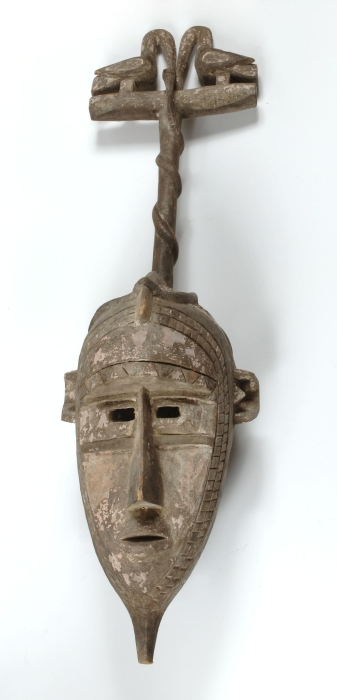
Masque anthropomorphe
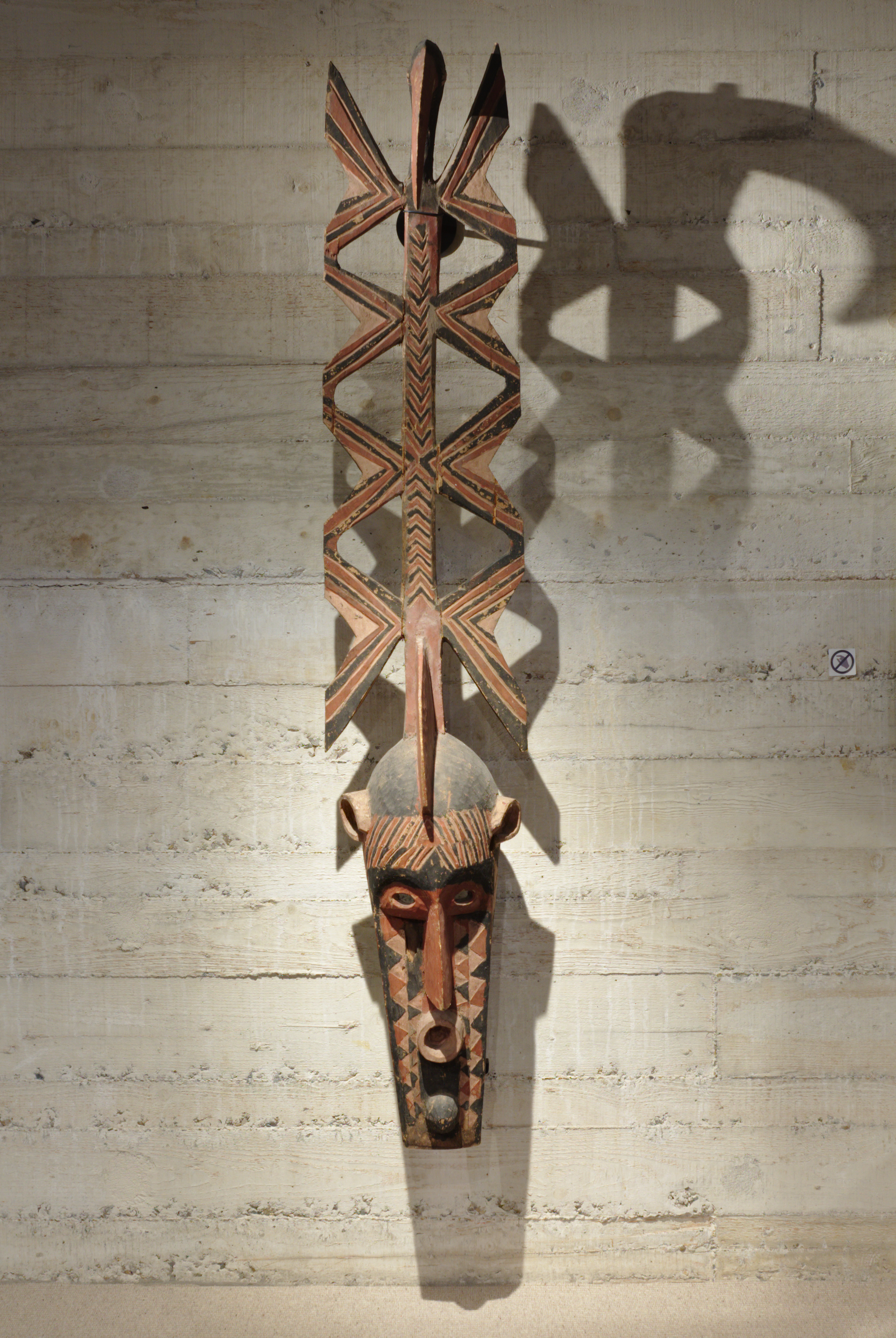
Masque nwenka da muna
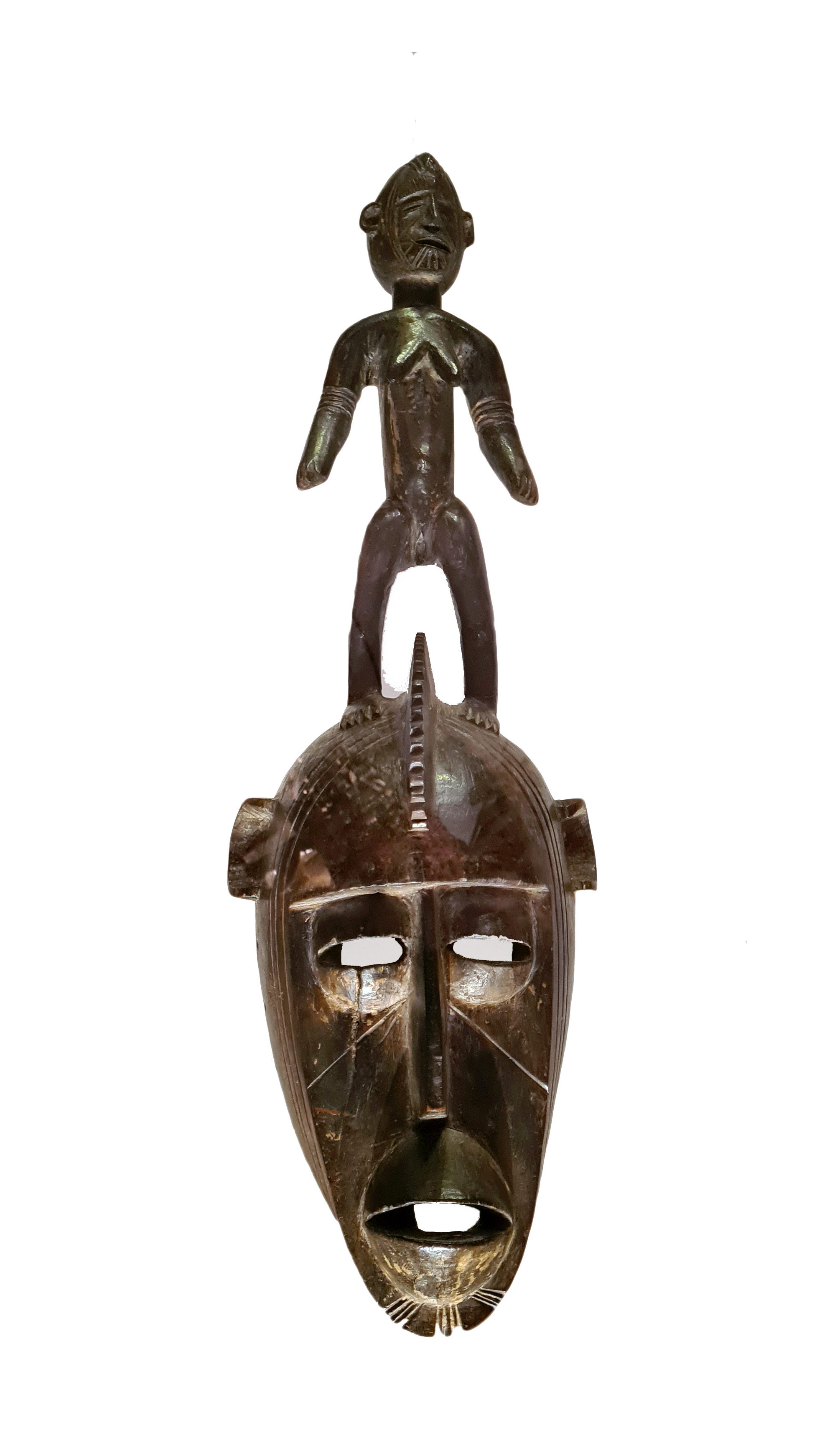
Masque Bobo Fing

## Bobo et Bwa
Dans le passé, les bobo ont été associés aux Bwa et étaient appelés les Bobo-Oules ou bobo rouges. En fait, ils ne sont aucunement liés aux Bobo, desquels ils diffèrent tant par la langage que par la culture. Tandis que les Bobo parlent une langue de la famille des Mandé. La confusion vient certainement de ce que, par le passé, les Français qui occupaient le pays ne parvenaient pas à distinguer les deux peuples,.